# MÁV 402 sorozat
A MÁV 402 sorozat egy tehervonati gőzmozdonysorozat volt a MÁV-nál.

## Története
A MÁV 1927-ben beszerzett a MÁVAG-tól 2 db, egy 150 tengelyes teherszerelvény továbbítására alkalmas, legfeljebb 16 t tengelynyomású, túlhevített gőzű 1’ D tengelyelrendezésű gőzmozdonyt, amit 402 sorozatba osztott. A mozdonyon a jól bevált MÁV 424 sorozat kazánját és gőzhengereit alkalmazták. A szűkebb pályaívekbe való közlekedés érdekében a negyedik kapcsolt tengely oldalirányban 30 mm-t elmozdulhatott, a második kapcsolt kerekek nyomkarimája 15 mm-el keskenyebb volt, az első futótengely Adam-Webs rendszerű ívbeálló. A magas salaktartalmú hazai szenek miatt Titán-Rezsny-féle forgórostéllyal készült. A tápvízellátás porosz rendszerű volt, hasonlóan a 424-esekhez.
A mozdonynak egy gőzdómja, egy homoktartálya volt, és elhelyeztek a hosszkazánon egy víztisztítót is. Hausinger-Waltschalter vezérlést alkalmaztak. A mozdonyt Knorr–Nielebock rendszerű kéthengeres légkompresszorral látták el. Négytengelyes G típusú szerkocsival közlekedett.
A gépek Tatabánya és Budapest között szénszállítmányokat továbbítottak. Felhasználhatóságukat erősen gátolta magas tengelynyomásuk, ezért több példány nem készült belőlük.